# Trần Thị Thu
Trần Thị Thu (15 de enero de 1991) es una futbolista vietnamita que juega como defensa central en la selección femenina de fútbol de Vietnam.

## Trayectoria
Durante 13 años, jugó en la ciudad de Hồ Chí Minh. Con la selección femenina de fútbol de Vietnam, Thu participó en los Juegos del Sudeste Asiático de 2021 y 2023, en los que en ambas ocasiones Vietnam ganó la medalla de oro. Thu también representó a Vietnam en la Copa Mundial Femenina de la FIFA 2023.
El 6 de enero de 2024, Trần Thị Thu se casó con Nguyễn Thị Thương, convirtiéndose en la primera futbolista vietnamita en celebrar públicamente una boda con una persona del mismo sexo. En marzo de 2024, firmó un contrato de dos años con el equipo vietnamita Ho Chi Minh City FC.